# 장성우
장성우(張成宇, 1990년 1월 17일 ~ )는 KBO 리그 kt wiz의 포수이다.

## 아마추어 시절
경남고등학교 시절에는 부산고등학교의 김태군을 비롯한 여러 고교 포수 유망주들을 압도하였다. 참고로 이때는 수비력보다는 공격력에서 더 좋은 점수를 받았으며, 반대로 2011년 이전까지 수비력으로 지탄받았던 롯데의 주전 포수 강민호는 공격력보다 수비력에서 더 높은 평가를 받고 프로에 데뷔했다. 왜 이런 차이가 생겼냐면 어차피 고교 야구 수준에서 공격력이라고 해 봐야 프로에선 그저 가능성 정도에 불과했기 때문에 프로에 올라와서 다듬고 성장시키는 게 중요했다. 강민호는 공격력에서 장족의 발전이 있었지만 수비력에선 진전이 늦었고, 반대로 장성우는 꾸준한 연습으로 수비력은 더욱 발전했지만 공격력에서 교정이 더디었다.

## 롯데 자이언츠시절

### 2008년
KBO 퓨처스리그 경기에만 나왔다.

### 2009년
시즌 중반 주전 포수였던 강민호의 부상으로 최기문과 번갈아 포수 마스크를 썼고, 강민호가 시즌을 마감한 후반기에는 사실상 주전 포수가 되었다. 그동안의 2군 생활에서 독기를 품었는지 1군으로 올라 와서는 훌륭한 포수 리드로 팬들의 사랑을 받았다. 더욱 놀라운 건 벤치 지시를 받지 않고 모두 자기 판단으로 리드를 했다고 해 팬들로부터 미래를 무척 기대하게 만들었다.
8월 14일 LG 트윈스와의 서울종합운동장 야구장 원정 경기에서 9회 초 데뷔 첫 홈런을 때려냈다. 결정적인 순간에 한 방을 날릴 수 있는 것을 봐서는 타격 잠재력과 이름값도 상당했다.
팔꿈치에 뼛조각이 발견돼 시즌을 조기 마감하고 미국에서 부상을 치료 중이던 강민호는 장성우와 최기문이 있어서 마음 놓고 치료에 전념할 수 있다는 말을 꺼내기도 했다.
2009년 시즌은 타율 0.265, 1홈런, 12타점, OPS 0.675를 기록했다.

### 2010년
시즌 시작 전에 전 롯데 감독이자 실업 야구 연맹 회장인 박영길 인스트럭터에게 오장훈과 함께 타격 훈련을 받았었다. 박영길이 두 선수의 자질을 보고는 가르치고 싶다고 구단에 먼저 연락했다고 한다.
최기문을 제치고 2010년부턴 1군에서 백업 포수로 활약하고 있다. 수비력보단 공격력을 중요시하는 제리 로이스터 감독의 특성상 출전 시간은 많이 확보하지 못해 33경기에 나왔지만 선발 출전은 6경기밖에 되지 않는 실정이었다. 물론 출전 이닝 수도 팀이 소화한 이닝의 18퍼센트 정도로, 그래서인지 타격 감각은 지난해에 비해 잘 올라오지 않고 있다.
KIA 타이거즈와의 주말 3연전 마지막 경기인 5월 2일 8회 초 김원섭의 파울 타구에 맞은 강민호 대신 나와 연장 10회 말에 끝내기 안타를 쳤다.
7월 기준 타격 감각이 무너져 회복에 꽤 시간이 걸릴 것으로 예상된다. 반면에 경쟁 상대라 할 수 있는 강민호가 같은 기간 동안에 타율 0.307, 15홈런, 48타점, OPS 0.887을 찍으면서 그 전까지 자신의 최고 기록이던 2008년을 월등히 능가했다. 이 때문에 강민호가 휴식으로 쉬는 경우가 아니면 출전 자체가 어려웠다. 더 큰 문제는 그나마 볼 배합이나 블로킹, 포수 리드 같이 작년에 빛을 발했던 부분에서도 실전 감각을 찾지 못한 것인지 선발로 나오거나 후반에 투입됐을 때 작년만 한 모습을 보여주지 못 하고 있었다. 더불어 몸쪽 공을 원하는 로이스터 감독의 성향 때문에 최근엔 시즌 초반 강민호가 보여주던 거소가 비슷한 모습마저 드러나고 있다. 현재 상태론 공격과 수비 모두 망가져서 2군행이 필요할 것으로 보이나 현재 롯데 2군 중에서도 대신 올릴 포수도 없어서 그것도 어려운 실정이다. 이에 대해선 로이스터도 인지를 하고 있지만 현재 팀 사정상 해결 방안이 없었던 상황이었다.
8월 초 강민호의 휴식을 위해 6경기 나와 수비에선 좋은 모습을 보여줬지만 타격은 여전히 부진했다. 기사에 의하면 본인도 타격은 마음을 비운 상황이라고 한다.
8월 4일 두산 베어스 전에서 올 시즌 두 번째 멀티 히트이자 시즌 열한 번째 안타를 쳐 냈지만 뇌루사당했다.
9월 18일 한화 이글스 전에서 올해 첫 홈런을 날렸다.
두산과의 2010년 한국프로야구 포스트시즌 준플레이오프에서 2타수 1안타, 타율/출루율 5할, 장타율 10할을 찍었고, 팀은 2연승 뒤 3연패로 떨어졌다.

#### 캔버라 캐벌리
시즌 종료 후 10월 29일부로 11월 6일부터 이듬해 1월 22일까지 열리는 메이저 리그 베이스볼 주관의 해외 겨울 리그인 오스트레일리아 야구 리그의 캔버라 캐벌리에 이승화, 문규현, 이정민, 허준혁, 진명호 등과 함께 교육 목적으로 파견됐다.
11월 18일 기준 4경기 나와 11타수 무안타를 기록해 부진했지만 12월 10일 기준으로 0.316으로 그나마 파견 간 롯데 타자들 중 준수한 성적을 내는 듯하더니 1월 9일 기준으로 타율 0.244를 기록했다. 최종 성적은 타율 0.228, 무홈런, 8타점, OPS 0.571.

### 2011년
시범 경기에서 이승화는 호주 리그 교육 효과가 있는지 어느 정도 타격감을 보여줬지만 장성우는 초반엔 부진하다가 나중에 가서 겨우 타율 2할을 간신히 맞추었다. 그럼에도 불구하고 자신은 기회만 준다면 타격도 자신이 있다고 한다.
일단 백업 포수로서 나오고 있으며, 선구안은 작년보단 나아졌는지 출루율은 올라갔다. 그러다 5월 29일 KIA 전에서 유동훈을 상대로 2타점 적시타를 쳤다.
6월 21일 두산 전에서 김선우의 투구에 맞은 강민호를 대신해 들어와 나름대로 괜찮은 모습을 보여줬고, 29일 이후 근 한 달 만에 안타를 쳤다.
지난해에서의 강렬한 인상 때문인지 아직도 다른 팀들에서 롯데와의 트레이드 시도 시 항상 거론이 된다고 한다. 심지어 SK 와이번스의 김성근 감독도 거론하기도 했다고 한다. 7월 23일 기준으로 타율 0.143, 무홈런, 3타점, OPS 0.438을 기록했다.
SK와의 플레이오프 명단엔 들었지만 한 경기도 나오지 못했고, 팀은 시리즈 전적 2승 3패로 떨어졌다. 결국 2011년 시즌 종료 이후 같은 팀 동료이던 장원준과 함께 경찰 야구단에 지원해서 합격했다. 양승호 감독의 말에 의하면 강민호를 FA로 놓치는 상황에 대비해 미리 군대를 보내 놓은 것이라 했다.
시즌 종료 후 나온 기사에 의하면 전준우와 함께 삼성 라이온즈에서 트레이드 제의가 왔었다 한다. 게다가 현재 리그 전체적으로 포수 구인난이 심각해져 이 또한 장성우의 가치 상승에 한몫을 하고 있다. 또한 이순철 MBC 스포츠플러스 해설 위원은 중계 방송 해설 도중에 장성우 트레이드설을 언급하면서 자신이 감독이라면 10승 투수를 줘도 바꾸지 않겠다며 극찬한 적도 있다. 군 복무로 입대하는 경찰청의 유승안 감독도 기대를 많이 하고 있단 기사가 나오는 걸 보면 여러모로 현장에서의 기대치는 대단히 높은 편이다.

## 경찰 야구단시절
2012년은 경찰청 입대로 2군에서 시작했다. 최종 성적은 74경기에 나와 215타수 81안타, 타율 0.377, 5홈런, 36타점, 36득점, 장타율 0.53, 출루율 0.461로 상당히 좋은 모습을 보여줬다. 특히 타율은 2군에서 1위를 달성했다.
이듬해에도 전년도와 마찬가지로 7월 11일 기준 타율 0.379, 출루율 0.455, 장타율 0.575를 기록했다. 이후 9월 28일에 입대 동기였던 장원준과 함께 제대했다.

## 롯데 자이언츠 복귀

### 2014년
개인 사정 때문에 얼마 간 나오지 못하다 팀 타선이 점수를 제대로 내지 못하면서 4월 10일 1군에 전격 콜업됐다.
그러나 그가 올라오자 오히려 루이스 히메네스의 활약과 박흥식 타격 코치의 지도력으로 팀의 타격이 폭발하면서 대타 출전 기회는 별로 없었다. 정작 본인은 1군 명단에서 최하급 타격을 찍었으며, 백업 포수로서도 그답지 않게 좋지 못한 수비 장면을 종종 보이면서 2군에서 3할을 치던 용덕한과 다시 한 번 자리를 바꾸는 상황에 이르렀다. 일단 김시진 감독은 강민호의 체력이 떨어지는 시기에 본격적으로 투입하기 위해 2군에셔 경기 감각을 끌어올릴 생각이라 한다.
그러나 2군에서도 부상 때문인지 경기에 자주 나오지 못하고 있다. 4월에 볼넷과 홈런으로 OPS는 최소한 유지하던 강민호가 5월에 완벽히 공격력이 무너지면서 그의 공백이 아쉽게 됐다. 백업 포수인 용덕한도 잠시 타격에서 괜찮은 모습을 보여주나 했지만 이쪽은 수비 면에서 아쉬운 모습을 보였다.
그나마 6월 중에 2군 경기에 나선단 소식이 들려왔다. 강민호가 장타력까지 잃은 상황이라 일정 수준 이상의 기량을 보여준다면 콜업 가능성이 높았지만 7월 12일 경기에서 헤드샷을 맞은 강민호를 대신해 올라올 것으로 보이다 아직 경기를 뛴 지 얼마 되지 않아서인지 김사훈이 대신 올라왔다.
정작 후반기엔 그럭저럭 로테이션으로 뛰었다. 타격 스탯도 직접 비교하긴 힘들지만 웬만한 타 팀 주전급 포수보다 비율 스탯은 나을 정도였다.

### 2015년
1군에서 1할대의 타율과 느린 방망이 속도를 선보이며 부진하다 4월 10일 한화와의 첫 경기에서 2 대 8로 이기던 경기를 8 대 8로 따라잡히고 연장 11회 초에 김태균에게 기어이 솔로 홈런을 얻어맞으며 9 대 8로 역전당하다 11회 말 2사 2루에서 바뀐 투수 송은범의 초구를 받아쳐 재역전 끝내기 홈런을 치면서 분위기 반전에 성공했다.
최근엔 박종윤의 부상 공백을 메우기 위해 1루수로도 나오는 모습을 보여주고 있다. 시범 경기 때도 그때를 대비해서인지 경기 막판에 1루수로 나온 경우도 있었다. 삼진이 많고 출루율이 낮지만 OPS는 9할을 넘어서는 등 1군에서도 실전 감각을 끌어올리고 있었다.

## kt wiz시절

### 2015년
5월 2일 박세웅, 안중열, 이성민, 조현우를 상대로 최대성, 하준호, 윤여운, 이창진과 함께 kt wiz로 트레이드됐다.
7일 한화와의 3차전 경기에서 4타수 2안타 4타점으로 팀의 역전승과 동시에 시즌 두 번째 위닝 시리즈의 주역이 됐다.
다만 이적 후에도 한동안 붙박이 주전은 아니었고, 엄지 손가락 부상으로 한동안 지명 타자로만 나왔다. 결국 장성호의 복귀와 댄 블랙의 합류와 함께 포수로 고정될 것으로 보인다.
8월 1일과 2일에 친정 팀 롯데와의 2연전에서 연타석 홈런을 이틀 연속으로 만들어 냈는데, 이것은 마해영 이후로 만들어 낸 진귀한 기록이라 한다.
최종적으론 주전 포수로서 자리를 지키며 커리어 첫 두 자릿수 홈런과 첫 규정 타석 진입 등의 성과를 이루어 냈다. 이때까진 전도유망한 젊은 포수로서의 모습을 보여줬다.

### 2016년
사생활 논란으로 인한 재판과 추후 구단의 징계까지 감안하면 스프링 캠프와 정규 시즌을 제대로 치르기 어렵단 팀의 판단에 의해 훈련에 배제됐고, 팀은 김동명의 포수 전환 카드까지 꺼내들었다.
그리고 2015년 11월 2일, 최종적으로 사회 봉사 활동 240시간 및 구단 자체적으로 50경기 출전 정지 및 연봉 동결, 벌금 2천만 원의 징계가 확정됐다. 하지만 대중들의 반응은 징계가 약하단 주장이 대부분이며, 또한 조범현 감독의 인터뷰나 구단 징계로 보았을 때 장성우를 안고 가겠단 의사가 보여 팬들의 의견도 엇갈리고 있다.
결국 SNS 물의를 일으킨 것에 대한 여파로 2016년 스프링 캠프 명단에서 빠졌다.
1월 25일, 검찰로부터 징역 8개월을 구형받았다.
2월 24일, 벌금 7백만 원을 선고받았지만 나흘 뒤 검찰이 항소하면서 장기화될 가능성이 높아졌다. 검찰로부터 다시 징역 8개월을 구형받았으며, 7월 7일에 선고 공판이 있을 예정이다. 그리고 원심의 벌금형이 유지됐다.
50경기 출전 정지 징계는 6월 1일부로 끝났지만 동계 훈련에서 빠지는 등 시즌 준비를 제대로 하지 못한 데다 따가운 시선을 감수해야 되는 터라 당장 1군 복귀는 못하는 상황이다. 못 해도 후반기엔 돌아올 가능성이 있었지만 7월 13일 팀 선배였던 김상현이 음란 행위로 임의 탈퇴 처리돼서 복귀 시점은 더욱 미지수가 됐다. 결국 2군 출전도 2경기에 그친 채 허리 부상으로 더 이상 나오지 못하면서 2016년 시즌을 일찌감치 접었다.

### 2017년
복귀 후 실전 감각 저하로 공격력이 크게 떨어졌다. 그러나 너클볼을 제대로 받을 줄 아는 포수였기에 라이언 피어밴드가 리그 최고의 투수로 환골탈태하는 데 결정적인 역할을 하는 등 수비적인 측면에서 팀에 크게 기여했다.
내년을 위해 마무리 캠프 때 재활군에 소속돼서 훈련을 시작한단 기사가 나왔다.
김진욱 신입 감독이 취임사에서 강조했던 게 프로는 인성이 첫 번째였지만 장성우를 내년 시즌 전력에 포함시킨 것에 대해서 의아하단 반응이 많다. 그래도 두산 감독 시절에 은퇴까지 고민했던 노경은을 조련해서 리그 정상급 투수로 활약시킨 적이 있었던 만큼 과연 장성우를 조련시킬 수 있을 것인지 팀의 내년 시즌과 장성우 본인에게도 아주 중요해지게 됐다. 우선 김진욱은 장성우는 김종민, 이해창 등과의 경쟁에서 이겨내야 된다며 붙박이 주전이 아니라고 강조했다.
4월 2일 SK 전에 포수로 선발 출전해서 두 번째 타석에 첫 안타를 3 대 1로 달아나는 2점 홈런으로 장식했다.
18일 KIA 전에서 이명기의 인사이드 더 파크 홈런이 확정되고 홈으로 들어오는 걸 방해하기 위해 포수 마스크를 홈 플레이트 쪽으로 슬쩍 던지는 모습이 보여 인성 논란이 다시 도마 위로 올랐다. 로저 버나디나가 이를 확인하고 포수 마스크를 치우지 못했다면 위험한 장면이 나왔을지도 몰랐던 상황이었다.
4월 현재는 팀 타선을 리드하면서 무난히 이해창을 백업으로 밀어내고 주전 자리를 차지했다. 1년 공백이 있었던 선수 치곤 포수로서의 기본기는 팀 내 여타 포수가 상대가 되지 않는 수준이며, 타격에서도 일발장타가 있어 타순은 주로 6번을 친다. 4월 중순 가벼운 허리 부상이 있어 이후로 타격은 좀 주춤해진 모양새지만 팀 내 다른 포수들과는 실력 차이를 현격히 보이면서 무난히 주전 포수로서 데뷔 첫 풀 타임 시즌을 치를 것으로 보인다. 첫 풀 타임에 따른 체력 관리가 관건이다.
여담으로 피어밴드의 상승세에 큰 몫을 하고 있는데, 바로 너클볼을 받아낼 수 있는 몇 안 되는 포수이자 팀 내에선 유일한 포수이다. 2년 전뿐만 아니라 롯데 시절부터 크리스 옥스프링의 너클볼을 받아 본 적이 있어서 너클볼 포구를 할 수 있다. 피어밴드가 넥센 히어로즈 시절엔 받을 수 있는 포수가 없어서 너클볼을 던지지 않았고, 이번 시즌 상승세엔 너클볼을 받을 수 있는 장성우의 존재로 서드 피치로서 너클볼을 활용할 수 있게 된 게 큰 지분을 차지한단 걸 생각하면 시즌 초반 공수 양면에서 팀을 이끄는 셈이다.
허리 부상으로 나오지 못하는 사이에 이해창이 완전히 타격이 만개한 모습을 보여줬고, 장성우 본인도 부상 복귀 후 타격감이 많이 떨어진 상황이다. 그래도 평균 이상은 가는 타격에 팀의 여타 포수와는 차원이 다른 타격으로 이해창과 함께 더블 주전 포수 체제로 나가고 있다.
그러나 8월 9일 롯데 전에서 이중 도루로 이대호의 3루 도루를 막지 못해 통산 10호 도루를 허용하고 말았다. 호수비를 보여주기도 했지만 8회 1사 1, 3루 1점차 상황에서 1루 주자의 도루 저지를 위한 송구가 빠지면서 김재윤의 블론을 야기하는 등 지친 기색이 역력했다. 이 외에도 최근 블로킹이나 포구 등이 좋아지지 않는 모습을 보이고 있다.
11일 대수비로 들어간 이해창이 끝내기 안타를 치며 타율을 0.245까지 끌어올린 반면 장성우는 0.230을 찍고 있다.
9월 15일 3루 쪽 페어 타구로 끝내기 안타를 쳐 냈다. 다만 타석 전에 선상 수비를 아예 비워 두는 극단적인 시프트가 전개된 상황이어서 범타 처리될 가능성도 있었다.
시즌을 돌아보면 완벽히 주전을 차지하지 못한 점은 아쉽지만 이해창과 더블 주전 포수 체제로 나가며 팀의 안방을 든든히 지켜 줬다. 시즌 초엔 아예 하위 타선을 멱살 잡고 이끌어 갔지만 작년의 허리 부상과 공백 여파로 풀 타임을 치르기엔 한계가 있었고, 후반기로 갈수록 하락세를 보이며 이해창과 마스크를 나누어 쓰게 됐다. 부진이 심해져 시즌 말미엔 거의 피어밴드 전담 포수였을 정도였다.
풀 타임을 치렀던 2년 전에 비해 떨어진 모습을 보였는데, 그나마 그 와중에 홈런은 여덟 개를 치며 장타력은 살아있음을 보여준 건 위안이다. 장점이던 수비도 체력 저하에 따라 흐트러진 모습을 보여줘 실망스러운 모습을 보였다. 다만 그렇게 실망스럽단 스탯조차 1년 통째로 날리고 와선 떨어졌단 비율 스탯이 한화의 최재훈이나 삼성의 이지영과 비슷하거나 더 나은 스탯이었다. 이해창이 워낙 좋은 모습을 보여줬지만 장성우의 비율 스탯도 백업 수준은 아니었다.
공격형 포수로 좋은 모습을 보여 올해 팬들의 사랑을 독차지한 이해창도 2년 전 장성우와 비슷한 스탯인 걸 감안하면 구단에서 사생활 논란에도 불구하고 장성우에게 거는 기대가 왜 큰 것인지 이해할 수 있다.
요약하면 완치되지 않은 부상과 시즌을 통째로 쉬고 돌아와 기대치보다 못한 성적을 올렸지만 1군 하위권 주전 포수론 충분히 통하는 나쁘지 않은 성적이었다. 허리 부상을 완치하고 2년 전의 폼을 되찾는다면 KT는 수비가 준수하고 OPS 7할에 10홈런을 넘게 치는 장타력 있는 포수를 둘이나 갖게 된다.

### 2018년
1군 스프링 캠프 명단에 포함됐다. 3월 9일에 가진 자체 청백전에서 4타수 2홈런 3타점으로 좋은 모습을 보였다.
그러다 정규 시즌 명단엔 무난히 올라왔는데, 28일 인천SK행복드림구장에서 열린 SK와의 원정 3연전 2차전에서 6회에 박종훈을 상대로 결승 2점 홈런을 치면서 박종훈을 강판시켰다. 이후에도 2타점 적시타를 더 기록하면서 총 4타점을 쓸어담으며 팀 승리에 기여했고, 결국 이 경기의 수훈 선수가 됐다.
이해창의 부상으로 주전 마스크를 쓰고 있지만 공수 모두 부진한 모습을 보이며 연패를 연장시키고 있다.
5월 17일 대전 한화 전에서 선발 출전했고, 홈런 하나를 치긴 했지만 1회 말 1루수 윤석민의 홈 송구를 놓치는 실책을 보여주며 실점을 늘렸다. 송구 자체가 높긴 했다지만 점프했는데 못 미친 게 아니고 미트 아래를 맞고 옆으로 튀어 버려 KBS N 스포츠 해설 안치용조차도 이게 뭐냐는 반응을 보였다. 결국 이 실책이 빌미가 돼서 선발 투수 더스틴 니퍼트는 퀄리티 스타트를 하고도 패전 투수가 됐다.
22일 KIA 전에선 또 한 번 실책을 범하며 팀이 무너지는 발단을 제공하고 말았다. 김선빈이 홈으로 달려드는데 포구 전에 홈 플레이트를 발로 미리 밟아서 막는 바람에 큰 부상을 입을 뻔했다. 김선빈이 다행히 부상은 입지 않았고 비디오 판독 끝에 세이프로 번복됐지만 장성우는 동업자 정신 관련으로도 굉장히 많은 비난을 받았다. 결국 이후 7회에 이해창과 교체되면서 경기에서 빠지고 말았다. 그나마 4월에 무너졌던 타율 자체는 굉장히 빠르게 오르고 있다.
6월 6일 KIA 전에선 어처구니 없는 포일을 범했다. 타격도 어느새 OPS 6할 7푼으로 작년보다 낮아졌다. 그 뒤 계속 맹타를 휘두르다 어느새 타율이 2할 6푼대까지 올라왔다.
7월 22일 KIA 전에선 9회 말에 경기를 끝내는 도루 저지로 버나디나를 잡아내는 데 성공하면서 간만에 이날의 MVP가 됐다.
엿새 뒤 경기에서도 7번 포수로 나와 개인 세 번째 연타석 홈런을 쏘아 올리며 10 대 11 역전에 쏠쏠한 활약을 했다. 타율도 0.269까지 올라왔다.
전반적으로 밸런스가 무너진 이해창 대신 주전 포수로 나오고 있고, 부상 이후 완전히 타격 리듬이 무너진 이해창보다 쏠쏠한 활약도 해 주고 두 자릿수 홈런도 쳐 내는 등 반등의 여지를 보여주고 있다.

### 2019년
시즌 초반 공인구 교체로 인한 투고타저 흐름에도 팀의 타선을 든든히 받치며 올해야말로 주전 포수 자리를 무난히 차지하나 싶었지만 4월 26일 포구 도중 손가락이 찢어져서 네 바늘을 꿰메는 부상으로 1군에서 말소됐다. 이후 5월 10일에 올라왔지만 키움 히어로즈 전에서 박동원의 스윙에 머리를 맞고 피가 날 정도로 크게 다쳐 올라온 지 하루 만에 또 말소되게 생겼다. 참고로 장성우는 4년 전에도 박동원의 스윙에 맞았는데, 이번이 두 번째였다.
6월 1일 두산 전에서도 오재원의 스윙에 또 머리를 맞았다.
14일 경기에선 혼자서 팀의 득점 기회를 다 날려 버렸다.
29일 경기에선 6회 말 흐름을 이어가는 1타점 적시타와 8회 말 쐐기 솔로포를 터트리며 팀의 승리에 기여했으며, 구단 공식 유튜브 채널에서도 '빛성우'라고 극찬하는 모습을 보였다.
7월 16일부터 18일까지 두산과의 3연전에선 편도선염에 걸려서 결장했지만 팀은 스윕승을 달성했다.
허나 후반기부턴 병살타가 점점 많아지거나 산책 주루 논란도 생겨 버렸다.
9월 15일 키움 전과 다음 날 SK 전에서 이틀 연속으로 홈런을 쳤다.
시즌 종료 후 스탯은 127경기 출전에 타율 0.262, 출루율 0.339, 장타율 0.325, 96안타, 7홈런, 41타점, OPS 0.666, wRC+ 83.6, WAR 1.32를 기록했다. 공인구 반발력이 줄어들며 장타율이 줄어들었지만 컨택과 출루율은 소폭 올라가며 하위 타선의 중심 역할을 확실히 해 냈고, 잦은 부상에도 불구하고 주전 포수로서 팀의 약진에 상당한 힘을 보탰다. 도루 저지율 1위도 기록했다.

### 2020년
올해도 주전 포수로 기용될 것으로 예상된다.
5월 8일과 10일 두산과의 2연전에서 8타수 5안타 1홈런 8타점으로 맹활약했다.
17일까지 NC 다이노스의 양의지를 제치고 포수 WAR 1위였지만 30일 기준으로 양의지가 0.96으로 올라가서 다소 멀어졌다.
6월 11일 1홈런 3타점을 기록했다.
16일 2타점 적시타를 터트렸다.
7월 14일 승부에 쐐기를 박는 대형 쓰리런을 터트렸다.
9월 23일 롯데 전에서 5회 초 4 대 3 상황에 서준원을 상대로 승리의 쐐기 만루 홈런을 쏘아 올렸다. 이는 개인 통산 1호 만루포로, 2018년 이후 첫 두 자릿수 홈런이었다.
10월 중순 허리 통증을 호소하며 부상자 명단에 올랐지만 이후 3경기에 백업 포수들인 허도환, 강현우, 이홍구 등이 부진하며 팬들에게 본인의 공백이 얼마나 큰 지를 확인시켜 줬다.
17일 SK 전에서 마침내 돌아와 첫 타석부터 역전 투런포를 쳐 내며 존재감을 과시했다. 이후 9회에도 몸을 날리는 호수비를 보여주며 확실히 눈도장을 찍었다.
팀이 처음으로 포스트시즌 진출을 확정 지으면서 선수 본인도 2011년 이후 9년 만에 포스트시즌에 나오게 됐다. 두산과의 PO에서 15타수 2안타 1타점 3삼진, 병살타까지 하나 기록한 데다 4차전에선 결정적인 낫 아웃 폭투를 막지 못하면서 역전 투런포의 빌미를 제공했다.

### 2021년
무난히 주전 포수 자리를 차지할 가능성이 높고, 이번 시즌 등록일 수를 모두 채우면 FA 자격이 된다.
황재균의 부상으로 인해 공백이 생긴 주장 자리에 임시 주장이 됐다고 한다.
7월 4일 키움 전에서 김성민을 상대로 결승 투런포를 날렸다.
허도환의 예상치 못한 활약으로 가끔씩 지명 타자로 나와 장타를 날리기도 한다.
8월 13일부터 15일까지 진행된 삼성 전에서 3경기 연속 홈런을 때려내면서 타격감이 올라오고 있다.
9월 들어선 포수 허도환과 지명 타자 장성우 라인업으로 주로 나오고 있다. 홈런은 조금 주춤했지만 나름 괜찮은 타격을 보여주고 있다. 다만 9월 막판부턴 병살타도 쏟아내고 있다.
10월 들어와서도 타격감이 오락가락하더니 기어코 17일 홈에서 펼쳐진 한화 전에선 주자가 있을 때 완전히 무기력해진 모습을 보이면서 팀의 선두 수성에 비상이 걸리게 만들어 버렸다.
27일 NC 전에서 1타수 무안타 4볼넷으로 개인 커리어 최다 볼넷을 찍었다.
두산과의 2021년 한국시리즈 1차전에서 선취점이 되는 희생타를 때렸고, 2차전에서도 교체된 홍건희를 상대로 싹쓸이 2루타를 쳤다.
한국시리즈 4경기 모두 주전 포수로 나왔고, 팀이 4전 전승으로 우승을 거두며 프로 데뷔 첫 우승 반지를 얻어냈다.

#### FA
시즌이 끝나고 예상대로 FA 자격을 따 냈으며, 팀의 우승 덕에 많은 관심을 받고 있는 듯보이지만 올해 낮은 타율과 극악의 도루 저지율, 그리고 과거 허벅지 부상 전력으로 주루 면에선 전혀 도움을 주지 못한단 점에서 팀이 우승 프리미엄으로 애써 챙겨 주지 않는 이상 많은 금액을 받기엔 어려워 보인다. 냉정히 말해 장성우보다 빈약한 포수진을 보유한 팀은 SSG 랜더스와 KIA, 롯데, 두산 정도밖에 없는데, 이 중에 두산은 내부 FA의 유출이 당연시될 정도의 재정 악화에 시달리고 있어서 차라리 기존의 백업 포수들인 최용제나 장승현을 키우는 게 더 효율적이다. 롯데 또한 포수진이야 빈약하지만 장성우의 트레이드 상대였던 안중열이 나름대로 충분한 성장을 해 왔으며, 설상가상으로 장성우가 과거에 일으킨 사생활 논란의 피해자 중 한 명이 롯데의 프랜차이즈 치어리더 박기량이란 점에서 영입 가능성은 사실상 없다. 이렇게 되면 남은 건 KIA와 SSG 정도지만 이 두 팀 또한 장성우에게 거액을 내놓을 바엔 한화의 최재훈이나 삼성의 강민호를 데려오려고 시도할 가능성이 높다. 따라서 FA 이적이 성사될 가능성은 높지 않은 편. 결과적으론 SSG는 이재원이란 존재와 팀의 페이롤 문제가 겹쳐 외부 영입엔 소극적일 수밖에 없었고, KIA는 애당초 이 시기에 키움의 박동원 트레이드를 시도하고 있었단 사실까지 밝혀져 FA 시장에서 수요가 별로 없었을 가능성이 높다.
같은 FA 포수인 최재훈과 비교했을 때도 장성우는 잊을 만하면 결정타를 쳐서 홈런과 타점이 조금 많을지언정 장타율은 최재훈보다 1푼 3리나 낮다. 게다가 OPS도 무려 8푼 가까이 차이가 나며, 타격, 주루, 수비 등 모든 측면에서 장성우를 넘어서는 최재훈과의 비교는 사실상 말도 안 되는 이야기다. 또한 홈런 면에서도 장성우는 타자 친화적 구장인 수원케이티위즈파크를 쓰는 반면에 최재훈은 그 반대로 투수 친화적인 대전한화생명이글스파크를 쓴단 점도 감안하면 그럴 리는 더더욱 없을 것이다. 즉, 강민호나 최재훈보다 높은 금액을 받을 가능성은 구단에서 최대한 후하게 챙겨 주지 않는 한 불가능이고, 그마저도 최재훈의 금액을 넘기기엔 어렵다. 그리고 도루 저지율 또한 아무리 KIA의 김민식이나 한승택이 장성우보다 표본이 적다고 해도 한승택보단 13%, 김민식보다도 7%나 낮다. 결국 타격은 저 둘보다 잘한다고 해도 수비 측면에서도 발목이 잡히고 있다. 종합하자면 장성우가 이번 FA를 통해 타 팀으로 이적할 가능성은 전혀 없고, 원 소속 팀인 KT에서도 거액을 안겨 줄 리도 없기에 적당히 싼값에 남을 가능성이 높다.
12월 20일 4년 42억의 금액에 KT와 계약을 마쳤다. 계약 당시엔 지나치게 높은 금액이 아니냐는 소리를 많이 들었지만 다음 시즌에서 장성우가 충분히 제 몫을 해낸 동시에 포수 가격이 터무니없이 폭등한 걸 봤을 땐 적당히 싼값에 잔류시킨 것이나 다름없어졌다.

### 2022년
개막 후 5경기 동안 모든 KT 타자들 중에서도 가장 부진하고 있다. 4월 7일 SSG 전이 끝난 직후의 시즌 타율은 무려 0.063. 심지어 다음 날 한화와의 경기에서도 1타수 무안타 1타점 1볼넷의 기록으로 시즌 타율이 0.059까지 떨어졌다. 그래도 4월 중순부터 타격감을 슬슬 올리며 금방 2할 타율로 돌아왔으며, 4월 간 타율 0.219를 기록했다.
5월 6일 잠실 두산 전에서 조수행의 발을 잡는 해프닝을 선보이기도 했다.
20일 삼성 전에서 결승 솔로포를 치는 등 4타수 2안타 1홈런 1타점 1득점을 찍었다.
28일 수원 한화 전에서도 시즌 첫 3안타 경기를 해 냈다. 그러나 팀은 난타전 끝에 9 대 8로 패배.
5월 간 타율 0.265를 찍으면서 시즌 타율도 0.241까지 올랐다. 시즌 극초반에 비하면 그래도 주전 포수로서의 역할을 잘 해 내는 중이다.
6월 9일 키움 전에서 개인 통산 두 번째 만루포를 날렸다. 이날은 상대 선발 투수 타일러 애플러를 상대로 5타점을 뽑아내면서 팀의 키움 전 6연패 탈출에 기여했다.
10일 롯데 전에서 이틀 연속 홈런이자 박병호에 이은 백투백 홈런을 치며 팀의 9 대 4 대승을 이끌었다.
21일 기준 타율 0.259, 출루율 0.368, 장타율 0.454에 OPS는 0.822, WAR 2점대로 매우 좋은 모습을 보이고 있다.
6월 타율도 무려 0.340을 찍으면서 시즌 타율이 0.267까지 올랐다.
7월 1일 두산 전에선 시즌 홈런 10개 째를 달성하는 등 4타수 2안타 1홈런 3타점 2득점 1볼넷의 맹활약을 선보였다. 팀 또한 7 대 11로 대승을 거뒀다. 그러나 다음 날엔 무려 5타수 4삼진을 당했다.
전반기를 타율 0.259, 출루율 0.368, 장타율 0.466에 OPS 0.834, WAR 2.5를 넘기며 이미 커리어 하이를 찍었다. 지난 시즌보다도 월등한 모습을 보여주고 있으며, 특히 작년엔 0.239였던 득점권 타율이 올해엔 0.32까지 오르면서 제대로 클러치 능력을 보여주고 있다.
후반기 시작 뒤엔 또다시 시즌 초반기처럼 침체된 모습을 보여줬다. 7월 타율도 결국 0.222를 찍었고, 시즌 타율도 0.257까지 떨어졌다.
다행히 8월 2일 NC 전이 바로 우천 순연돼 하루 휴식을 취했고, 다음 날엔 김준태가 선발로 나와 2루타 두 개에 2타점을 뽑는 등 휴식을 어느 정도 취했고, 4일 경기엔 막판 대수비로 나와 실전 감각을 다시 조율한 뒤 다음 날 수원 한화 전에 돌아와 상대 선발 김민우를 상대로 2 대 0에서 5대 0으로 크게 달아나는 시즌 13호 홈런을 쏘아올렸다.
14일 수원 삼성 전에선 비가 오락가락하는 날씨에 개인 13연패를 끊기 위해 필사적으로 투구한 백정현에게 타선이 6이닝 동안 꽁꽁 묶이면서 어려운 경기가 이어지다 2 대 1로 간신히 쫓아가던 7회 말 2사 주자 없는 가운데 우규민을 상대로 시즌 14호 좌월 솔로포를 쳐 내며 백정현의 승리 요건을 날려 버리는 건 물론 이후 심우준의 끝내기 안타로 팀의 승리에 일조했다.
16일 키움 전에선 4 대 4로 팽팽히 맞서고 있던 9회 말 대타로 나와 볼넷을 얻은 뒤 심우준의 희생 번트로 2루에 간 뒤 조용호가 우전 안타를 쳐 3루까지 진루한 상황에서 배정대의 다소 얕은 좌익수 뜬공이 나왔음에도 전력 질주를 보여줬다. 그리고 이 득점으로 KT가 끝내기 승리를 해 냈다.
그러나 주루 과정에서 보여 준 헤드 퍼스트 슬라이딩으로 인해 왼쪽 어깨 통증이 재발해 17일부터 경기에 나서지 못하다 20일 1군에서 말소돼 당분간 치료에 집중하게 됐다.
31일 드디어 치료를 마치고 1군에 돌아와 당일 바로 두산 전에서 선발 포수로 나왔으며, 4타수 1안타를 기록했다. 팀 또한 5 대 2로 승리했다.
부상으로 인해 열흘 간 결장하긴 했지만 월간 타율 0.303을 찍으면서 시즌 타율도 0.263으로 꾸준히 공격력을 보여줬다.
9월 6일 수원 한화 전에서 5 대 5로 팽팽히 맞서고 있던 9회 말 2사 2, 3루 상황에서 강재민을 상대로 끝내기 3점 홈런을 때려냈다. 바깥쪽을 애초에 어느 정도 예상하고 있었던 것인지 다소 높은 변화구를 놓치지 않고 밀어쳐서 오른쪽 담장을 훌쩍 넘기는 끝내기 홈런이 나왔다.
그러나 9월 타율은 0.21을 기록하면서 다소 아쉬운 시기를 보냈다. 클러치 히터의 모습도 끝내기 홈런 하나를 빼면 제대로 보여주지 못하는 모습이다.
그러다 10월 잔여 경기 동안 7경기에서 22타수 8안타, 그 중에 홈런만 3개를 치며 7타점을 올려 팀의 3위 탈환을 위해 분투했지만 아쉽게 팀은 4위로 정규 시즌을 마치게 됐다. 그래도 본인은 FA 계약 때 오버 페이가 아니냔 세간의 뒷말들을 잠재우는 활약을 선보이면서 타율 0.260, 출루율 0.353, 장타율 0.439에 18홈런 55타점, wRC+ 121.8에 sWAR* 3.39란 커리어 하이 시즌을 만들었다. WPA는 0.5로 지난 2년에 비해선 조금 아쉬운 수치이지만 올해 다른 포수들이 공격력 부분에서 굉장히 고전한 걸 감안하면 이 정도 나온 것으로도 선방한 시즌이라 할 수 있다.
팀이 정규 시즌 4위를 차지함에 따라 5위 KIA와 10월 13일 홈에서 WC 결정전을 치르게 됐다. WC전은 개인 통산 처음으로 나오는 것이지만 KT로 온 뒤 이미 숱하게 포스트시즌 경험을 쌓았기 때문에 선발 포수로 나왔고, 안타는 없었어도 2볼넷을 얻어내며 팀의 2 대 6 승리와 준PO 진출에 기여했다.
정규 시즌 3위 키움과 맞붙게 된 준PO에서 1차전부터 선발 포수로 나서며 4타수 1안타 1타점을 찍긴 했지만 8회 말 김민수와 김재윤의 부진으로 인해 팀은 4 대 8로 패배하며 1차전을 내 줬다. 2차전에선 공격에선 4타수 무안타로 침묵했지만 선발 투수인 웨스 벤자민과 7이닝 9탈삼진 무실점 피칭의 훌륭한 조력자로 역할을 했으며, 신예인 박영현이 2이닝 무실점으로 역대 정규 시즌에서도 없었던 세이브를 해낼 수 있도록 주전 포수로선 역할을 다 했다.

### 2023년
시즌 초반 극악의 타격으로 슬럼프를 보내고 있다.
5월 9일 장인상을 당해 경조사 휴가를 얻고 1군에서 말소됐다.
5월이 지나가면서 반등에 성공해 중심 타선에서 쏠쏠한 활약을 해 주고 있다.
현재 중간 타선에 배치되며 여전히 쏠쏠한 활약을 이어가고 있다. 다만 도루 저지율은 9푼이란 최악의 수치를 보이고 있다.
그러던 중 부상을 당했는지 한동안 경기에 못 나오고 있으며, 현재 백업 포수 김준태도 발가락 부상으로 1군에 없기에 포수 유망주 강현우가 대신 나오고 있다.
7월 7일부터 교체 출전하면서 돌아왔고 다시 선발 포수 자리를 잡았다. 부상에서 회복한 뒤엔 꾸준히 평균 이상의 좋은 모습을 보여주고 있다.
최종 성적은 131경기 118안타, 11홈런, 65타점, 타율 0.288, 출루율 0.351, 장타율 0.422, OPS .773, wRC+ 114.6, sWAR* 3.35를 기록했다. 부상 복귀 이후 꾸준한 모습을 보였고 8월 월간 타율 .186로 부진하기도 했으나 9월 월간 타율 0.413, OPS 1.051로 맹활약하며 팀의 후반기 약진에 크게 공헌했다. 투고타저 속에서도 4년 연속 두 자릿 수 홈런과 데뷔 후 가장 높은 0.288의 타율을 기록하며 작년에 버금가는 호성적을 올렸다. 실제로 sWAR도 작년보다 딱 3푼 차이일 정도다.
이어진 플레이오프에서도 맹활약하고 있다. NC와의 플레이오프 전 경기 안타를 기록하며 팀의 역스윕에 공헌했고 LG와의 한국시리즈 1차전에서도 4회 동점타를 비롯해 팀내 유일 멀티히트를 기록하며 팀 승리에 기여했다.
2023년 한국시리즈에선 11월 10일 3차전에서 KT 투수들과의 볼 배합 리드가 아쉬워서 역전만 2번을 내주고 결국 8:7 역전패하였다.

## 플레이 스타일
스탯만을 놓고 보면 평균 이상의 좋은 공격형 포수다. 2018년 기준 2할 6푼의 타율에 3백 타석 가량 나와서 12홈런을 찍고 있는데, 이는 풀 타임을 뛰면 20홈런까지 기대해 볼 만한 수준이다. 한동안 공백이 있었음에도 여전히 상당한 장타력을 지녔다. 컨택 역시 포수임을 감안하면 충분히 괜찮은 편이다.
수비력은 강견을 바탕으로 한 강력한 2루 송구가 트레이드 마크로, 타고난 강견으로 2010년 도루 저지율 4할까지 찍었다. 그 외에도 프레이밍이 좋은 게 장점인데, 2010년대 중반 이후 포수의 프레이밍에 대한 평가가 매우 높아진 만큼 이는 확실한 플러스 요소라고 볼 수 있다. 또한 너클볼을 받을 수 있어서 롯데 시절부터 옥스프링의 너클볼을 받으면서 경험을 쌓았고, 이를 통해 KT 이적 후에도 피어밴드의 전담 포수로서 그의 성적 상승에도 간접적으로 기여한 바가 있다. 너클볼 하나 잡는 게 특기할 사항이냐는 반문도 있지만 MLB에서도 너클볼 포구 능력 덕에 전담 포수로서 경력을 이어가는 이들이 있단 걸 생각하면 메리트는 맞다. 다만 너클볼을 잡을 줄 아는 것과는 별개로 기본적인 포구 능력은 의외로 좋지 않다. 포일이 상당히 많으며, 낫 아웃 상황도 종종 나오는 불안정한 포구를 지녔다. 단련된 기본기보단 뛰어난 동체 시력에 의지해 공을 받기 때문에 일어나는 현상으로, 그래도 종합적으로 봤을 땐 수비 면에선 경험이 쌓여 평균은 가는 나쁘지 않은 수비력을 지니게 됐다.
요약하자면 좋은 공격력과 상대적으로 평범한 수비력으로 공격형 포수란 평가를 들으며, 현역 투 톱인 강민호와 양의지보단 못할지언정 그 둘 다음으로 좋은 포수로 박동원 등과 함께 항상 꼽힌다고 할 수 있다.
KT 이적 초엔 나름 준수한 성적을 찍은 이해창의 존재로 완전히 주전을 꿰차진 못하고 더블 주전 체제로 기용됐지만 경쟁자가 없는 팀에 가면 얼마든지 단독 주전까지도 꿰찰 수 있는 스탯이었다. 실제로 이해창이 부상 이후 폼을 회복하지 못하고 2019년 이후엔 한화로 가 버린 뒤엔 단독 주전 자리를 차지했다.
롯데 시절부터 수준급의 타격과 수비력을 보이면서 기대를 모았지만 롯데엔 강민호가 주전으로 있었기에 1군에서 활약할 기회가 많지 않았다. 강민호와 비교할 수준은 아니었지만 도루 저지율과 포구 등 수비 측면에선 강민호보다 더 안정감을 보인 측면이 있었기에 일부 팬들은 수비 때문에라도 장성우를 주전으로 기용해야 된다고 주장하면서 롯데 팬덤 내에서 수 차례 의견 충돌이 나기도 했다. 포수 치곤 뛰어난 공격력을 가졌지만 강민호에 견줄 만할 수준은 못 됐기에 그가 부상을 당하지 않는 한 롯데에서 주전을 차지하기엔 어려워 보였고, 결국 2015년 시즌 도중 KT로 트레이드됐다. 그동안 장성우가 풀 주전이 되면 체력 문제로 성적이 떨어질 것이란 의견과 실전 감각 향상으로 성적이 오를 것이란 의견이 부딪혔지만 KT로 이적해 2015년에 사실상 처음으로 풀 타임을 치른 장성우는 롯데 시절보다 더욱 향상된 성적을 찍으면서 자신의 잠재력에 대한 의문을 지워 버렸다.
몇몇 롯데 팬들은 장성우가 강민호보다 실력이 뛰어나다고 주장했지만 이만수, 김동수, 박경완의 계보를 이어가는 강민호와 1년 풀 타임 뛰어 본 적도 없었던 장성우를 비교하는 건 처음부터 무리였다. 그래도 장성우는 분명 거물 포수의 등장이 끊어져 버린 상황에서 뛰어난 재능을 가지고 있었고, 그 재능은 공수겸장의 대형 포수를 기대할 수 있는 재능이었다. 이미 리그 최고 포수를 넘어 이만수와 비교되는 역대급 포수의 반열에 올라선 강민호와 특급이라곤 해도 어디까지나 일개 유망주였던 장성우를 동일선상에 올리려 하는 건 무리였지만 그에 대한 반발 심리로 유망주 가치 깎아먹는 언행을 하고 다니는 이들 또한 전혀 칭찬받을 일이 아니었다. 장성우의 수비력은 입대 전부터 준수한 평가를 받았고, 입대 후 2군을 타격으로 폭격하고 돌아왔으며, 제대 후 우수한 백업 포수임과 동시에 지명 타자와 1루 알바까지 뛰면서도 타격 포텐을 보여줘 몸값을 한껏 끌어올리고 있었다. 당장 트레이드가 이뤄지고 1년이 지난 2016년에도 정규 시즌 2위 강팀인 NC의 포수진이 김태군과 용덕한이고, 리그 연봉 총액 1위 한화의 포수진이 조인성, 허도환, 차일목, 정범모인 마당인데 장성우의 가치가 금값이 아닐 이유가 없는 것이다.
KT 이적 후 부상과 사생활 논란 등으로 결장이 길었고, 이로 인해 한동안 제 기량을 펼치지 못하면서 주전으로선 그저 그런 성적을 찍었다. 한때는 강민호의 후계자라 칭송받던 시기도 있었던 걸 생각하면 생각만큼 못 커 준 상황. 물론 지금 모습으로도 리그 주전 포수 중 평균 이상은 충분히 되지만 장성우의 기대치는 강민호까진 아니더라도 리그 최상위권의 포수였던 걸 생각하면 기대치를 밑도는 상황. 그래도 포수의 전성기가 일반적인 타자보다 조금 늦게 온단 부분을 고려한다면 아직은 반등을 기대해 볼 만한 게 위안거리다.
그리고 2020년 기준으론 안정된 수비에 2할 후반대의 타율과 10개 정도의 홈런을 치는 꽤 괜찮은 주전 포수다. 게다가 이제서야 만 서른인 젊은 나이까지 갖춘 데다 기존의 리그 수위권 포수였던 강민호와 이재원 등의 하락세가 완연한 현 시점에서 그 가치는 더 올라가는 상황이다. 특히 희생 플라이가 필요한 시점에서 외야로 적절히 공을 보내는 팀 배팅으로 타점을 쏠쏠히 뽑아주며 2020년 중반기까지 멜 로하스 주니어의 뒤를 잇는 팀 내 타점 2위로 혁혁한 공을 세웠던 바 있으며, 수비적인 측면에서도 2020년 후반기에 휴식기를 가질 동안 백업들이 부진해 팬들은 팀에서 장성우를 대체 불가의 선수로 보고 있는 게 중론이다.
약점이라면 포수임을 감안해도 매우 느린 주력과 이에 따른 펀치력에 비해 낮은 장타율. 원래는 롯데 시절 강민호의 대주자로 가끔 나왔을 만큼 포수 치고 크게 느린 편은 아니었지만 허벅지 부상 이후 후유증을 심하게 앓았고, 그 여파인지 급한 상황이 아니라면 잘 뛰지 않는다. 팬들도 이를 알다 보니 무리하게 뛰다 또 다칠 바엔 그냥 산보하라고 저지할 정도다. 게다가 옆구리 부상을 또 당한 뒤론 주력이 더 느려져서 평균적으로 가장 발이 느린 포지션인 포수 중에서도 가장 느린 선수 중 하나라 김태군, 이재원 등과 리그 최고의 느린 주력 타이틀을 두고 다투는 선수. 주력이란 게 도루를 시도해야 되는 테이블 세터가 아닌 이상 있으면 좋고, 없으면 말고 정도의 덤과 같은 능력이라지만 장성우는 느려도 너무 느려서 거의 선수 가치를 깎아먹는 수준까지 이르는 선수다. 이 느린 주력 때문에 담장 맞추는 단타 같은 상황이 자주 나와 지표로 나타나는 장타율에서도 다소 손해를 보는 편. 게다가 주로 다음 타석에 들어서는 선수가 리그에서 주력으론 열 손가락 안에 드는 심우준인지라 그라면 3루까지 갔을 타구가 1루에서 멈추고, 심우준 앞에서 장성우가 있으면 처참한 베이스 러닝 때문에 심우준도 추가 진루를 못하는 경우도 많다. 또한 2023년에 들어서 도루 저지율도 8푼으로 심각한 수준이 됐다는 것도 단점이다.
번외로 실투를 칠 때 오픈 스탠스에서 방망이를 내동댕이 치듯 대충 풀어주면서 치는 특유의 타법이 눈에 띈다.

## 논란
2015년 시즌 후 그의 전 여자친구가 그의 사생활을 폭로하며 롯데 자이언츠의 치어리더 박기량은 그를 고소한다고 했고 합의를 봐줄 생각이 전혀 없다고 했다. 결국 구단은 그에게 50경기 출장 정지 및 봉사 활동 징계를 내려 2016년 시즌 초반에 경기에 출전할 수 없게 됐다. 게다가 허리 통증까지 남아 있어서 결국 2016년에는 1군에 올라오지 못하고 시즌을 마감했다.

## 여담
- 롯데 감독을 지냈던 이종운의 애제자로 언급되는 대표적인 선수로, 경남고 재학 시절부터 사제지간으로서 롯데의 1차 지명으로 데뷔하기 직전인 2007년 tvN의 《현장토크쇼 TAXI》에 같이 나오기도 했다. 때문에 이종운이 2015년부터 롯데 감독으로 오게 되면서 경남고 감독에 사학 비리가 있었다며 소문으로 언급되던 선수도 바로 장성우였고,[24] 시즌 시작 한 달여 뒤 트레이드로 KT로 이적하게 됐을 땐 언제까지 백업 포수에 만족하기보단 자신을 정말로 원하는 팀에서 뛰는 것도 선수 인생에서 봤을 땐 좋은 일이란 발언을 하기도 했다.[25] 여러모로 자의 반 타의 반으로 줄곧 언급되는 사제 관계다.
- 롯데에서 같이 경쟁하는 포수란 점에서 2009년 이후 강민호와의 우열 논쟁은 그야말로 끝 없는 논쟁으로 그 과정에서 포수 방어율의 의미에 대한 논쟁과 포수의 투수 리드가 차지하는 비율 논쟁 등 말이 많았다. 2009년 이후 포수의 대한 논란의 거의 대다수는 장성우에서 비롯됐다고 봐도 좋을 정도. 그러나 2011년 강민호가 수비력에서도 리그 정상급으로 올라선 데 반해 장성우는 오히려 퇴보한 수준을 보여줬고, 이후 KT로 이적하면서 논쟁 자체가 무의미해졌다. 2014년엔 되레 강민호가 수비형 포수라고 비난을 샀다. 하지만 투수 리드는 세이버메트릭스 상으로도 증명되지 않는, 사실상 허상에 가깝다. 그리고 커리어 내내 장성우는 강민호를 뛰어넘는 성적을 찍지 못하면서 이 우열 논쟁도 사실상 가라앉았다.
- 하준호와는 고교 동문이며 같은 시기 롯데에 입단해 같은 날에 KT로 함께 이적했기에 8년 째 같은 팀이다. 포지션도 하준호는 투수고 장성우는 포수기에 배터리로 호흡을 맞춘 기간도 길다.
- SSG의 한유섬과도 경남고 동기다.
- 브로커들이 승부조작을 권유하면서 고급 음식 등을 접대했지만 실제로 가담하진 않았다.
- 사생활 논란 때문에 인성 논란이 있지만 팬 서비스는 좋은 편이다. 일각에선 이미지 쇄신만 바란단 부정적인 견해도 있지만 옹호론으로 본다면 그런 사회적 물의를 일으키고도 자신을 찾아주니 감사해 하는 것이라 볼 수 있다.
- 이번에 삼성에서 KT로 이적한 김상수의 언급에 따르면 원래 장성우와 친분이 있었고 잘 챙겨주는 듯하다.
- 많이 알려지지 않는 사실이지만 2017년 쯤에 결혼을 하고 자녀도 있다.

## 출신 학교
- 부산 감천초등학교
- 경남중학교
- 경남고등학교

## 통산 기록
| 연도 | 팀명   | 타율                 | 경기                 | 타수                 | 득점                 | 안타                 | 2루타                | 3루타                | 홈런                 | 루타                 | 타점                 | 도루                 | 도실                 | 볼넷                 | 사구                 | 삼진                 | 병살                 | 실책                 |
| ---- | ------ | -------------------- | -------------------- | -------------------- | -------------------- | -------------------- | -------------------- | -------------------- | -------------------- | -------------------- | -------------------- | -------------------- | -------------------- | -------------------- | -------------------- | -------------------- | -------------------- | -------------------- |
| 2008 | 롯데   | 1군 기록 없음        | 1군 기록 없음        | 1군 기록 없음        | 1군 기록 없음        | 1군 기록 없음        | 1군 기록 없음        | 1군 기록 없음        | 1군 기록 없음        | 1군 기록 없음        | 1군 기록 없음        | 1군 기록 없음        | 1군 기록 없음        | 1군 기록 없음        | 1군 기록 없음        | 1군 기록 없음        | 1군 기록 없음        | 1군 기록 없음        |
| 2009 | 롯데   | 0.265                | 44                   | 98                   | 14                   | 26                   | 6                    | 0                    | 1                    | 35                   | 12                   | 3                    | 0                    | 8                    | 1                    | 26                   | 8                    | 3                    |
| 2010 | 롯데   | 0.180                | 61                   | 100                  | 5                    | 18                   | 4                    | 0                    | 1                    | 25                   | 7                    | 0                    | 1                    | 6                    | 0                    | 27                   | 0                    | 5                    |
| 2011 | 롯데   | 0.258                | 64                   | 62                   | 6                    | 16                   | 0                    | 0                    | 0                    | 16                   | 6                    | 0                    | 0                    | 10                   | 0                    | 17                   | 1                    | 3                    |
| 2012 | 롯데   | 군 복무(경찰 야구단) | 군 복무(경찰 야구단) | 군 복무(경찰 야구단) | 군 복무(경찰 야구단) | 군 복무(경찰 야구단) | 군 복무(경찰 야구단) | 군 복무(경찰 야구단) | 군 복무(경찰 야구단) | 군 복무(경찰 야구단) | 군 복무(경찰 야구단) | 군 복무(경찰 야구단) | 군 복무(경찰 야구단) | 군 복무(경찰 야구단) | 군 복무(경찰 야구단) | 군 복무(경찰 야구단) | 군 복무(경찰 야구단) | 군 복무(경찰 야구단) |
| 2013 | 롯데   | 군 복무(경찰 야구단) | 군 복무(경찰 야구단) | 군 복무(경찰 야구단) | 군 복무(경찰 야구단) | 군 복무(경찰 야구단) | 군 복무(경찰 야구단) | 군 복무(경찰 야구단) | 군 복무(경찰 야구단) | 군 복무(경찰 야구단) | 군 복무(경찰 야구단) | 군 복무(경찰 야구단) | 군 복무(경찰 야구단) | 군 복무(경찰 야구단) | 군 복무(경찰 야구단) | 군 복무(경찰 야구단) | 군 복무(경찰 야구단) | 군 복무(경찰 야구단) |
| 2014 | 롯데   | 0.274                | 43                   | 84                   | 10                   | 23                   | 4                    | 0                    | 1                    | 30                   | 9                    | 0                    | 0                    | 12                   | 1                    | 19                   | 1                    | 0                    |
| 2015 | KT     | 0.284                | 133                  | 433                  | 55                   | 123                  | 20                   | 1                    | 13                   | 184                  | 77                   | 1                    | 2                    | 46                   | 0                    | 85                   | 12                   | 8                    |
| 2017 | KT     | 0.231                | 118                  | 294                  | 28                   | 68                   | 11                   | 1                    | 8                    | 105                  | 46                   | 0                    | 4                    | 43                   | 2                    | 59                   | 13                   | 7                    |
| 2018 | KT     | 0.258                | 127                  | 356                  | 41                   | 92                   | 13                   | 0                    | 13                   | 144                  | 48                   | 1                    | 1                    | 32                   | 2                    | 82                   | 8                    | 9                    |
| 2019 | KT     | 0.262                | 127                  | 366                  | 25                   | 96                   | 7                    | 0                    | 7                    | 124                  | 41                   | 0                    | 1                    | 35                   | 2                    | 86                   | 11                   | 5                    |
| 2020 | KT     | 0.278                | 130                  | 400                  | 39                   | 111                  | 15                   | 0                    | 13                   | 165                  | 79                   | 0                    | 0                    | 38                   | 1                    | 64                   | 15                   | 3                    |
| 2021 | KT     | 0.231                | 127                  | 385                  | 46                   | 89                   | 13                   | 0                    | 14                   | 144                  | 63                   | 1                    | 2                    | 60                   | 3                    | 69                   | 16                   | 7                    |
| 2022 | KT     | 0.260                | 117                  | 362                  | 48                   | 94                   | 11                   | 0                    | 18                   | 159                  | 55                   | 1                    | 0                    | 52                   | 2                    | 79                   | 12                   | 7                    |
| 2023 | KT     | 0.288                | 131                  | 410                  | 37                   | 118                  | 22                   | 0                    | 11                   | 174                  | 65                   | 1                    | 1                    | 42                   | 2                    | 70                   | 12                   | 6                    |
| 2024 | KT     | 0.268                | 131                  | 418                  | 53                   | 112                  | 19                   | 0                    | 19                   | 188                  | 81                   | 5                    | 0                    | 60                   | 1                    | 86                   | 8                    | 2                    |
| 통산 | 14시즌 | 0.262                | 1353                 | 3768                 | 407                  | 986                  | 145                  | 2                    | 119                  | 1492                 | 589                  | 13                   | 12                   | 444                  | 16                   | 769                  | 117                  | 65                   |